# Marco Portannese
Marco Diego Ugo Portannese (Agrigento, 29 maggio 1989) è un cestista italiano con cittadinanza svizzera.
Guardia tiratrice di 195 cm, ha giocato in Serie A con Siena, Montegranaro, Bologna, Cremona.
È stato convocato con la Nazionale italiana maggiore ed è stato uno dei pochissimi siciliani nel giro delle selezioni azzurre.
Dal 2017 ha sfruttato il proprio passaporto svizzero per giocare con la nazionale rossocrociata.

## Caratteristiche tecniche
Nato il 29 maggio 1989 ad Agrigento, Marco Portannese è una guardia/play versatile e dinamica, noto per la sua capacità di contribuire sia in attacco che in difesa con l’atletismo e forza fisica. Il portale Eurobasket lo ha definito una guardia versatile e atletica, veloce e intelligente, con punti nelle mani; è migliorato negli anni anche nel rimbalzo. È abile anche come playmaker.
Riconosciuto per la sua audace difesa sui portatori di palla avversari, in particolare play e guardie americane. Il suo agonismo difensivo è da sempre certificato dai suoi allenatori: il suo compito è stato spesso quello della marcatura sugli attaccanti più pericolosi della squadra avversaria. Con un'altezza di 195 cm e un peso di 90 kg, Marco ha costruito una carriera solida nel basket professionistico italiano e europeo.
È considerato uno delle migliori guardie-ali della seconda serie, al secondo anno con Capo d'Orlando, oltre che emblema del basket siciliano insieme; il suo coach Gianmarco Pozzecco lo ha inserito tra i "cinque leoni" che hanno vinto il derby contro la Sigma Barcellona il 5 febbraio 2014.

## Carriera

### Inizi
Inizia la sua carriera giovanile presso le squadre locali di Agrigento (2000), dimostrando fin da giovane talento e dedizione ed una grande passione per questo sport. Agrigentino, già nel minibasket partecipò al Trofeo delle Regioni di categoria, nel 2000. Entrò nel settore giovanile della Fortitudo, con cui vinse la Serie C regionale a 15 anni allenato da Francesco Paolo Anselmo
La sua crescita nel basket siciliano lo ha portato rapidamente a farsi notare dai migliori settori giovanili italiani. 
A 16 anni (2006) viene selezionato dalla Don Bosco Livorno, esperienza determinante per la sua crescita grazie alla professionalità e la bravura dei suoi coach, in primis Marco Sodini. Dopo due stagioni (2007) viene ingaggiato dalla migliore squadra italiana di A1 di quell’anno: la Mens Sana Siena. Proprio quella stagione, nel suo ultimo anno di settore giovanile, il campionato Under-19 contro la Benetton Treviso, venendo inserito nel miglior quintetto della competizione nel ruolo di guardia.

### Club
La sua carriera Senior inizia con la Montepaschi Siena che vede in Marco un grandissimo prospetto del panorama cestisco italiano. Debutta in Serie A agli ordini di Simone Pianigiani il 30 dicembre 2007 nella vittoria per 70-92 contro Capo d'Orlando; la squadra toscana avrebbe poi vinto il campionato.
Nel 2008-09 fu mandato in prestito alla Sutor Montegranaro con cui colleziona 4 apparizioni con una media di 2,3 punti a partita nei pochi minuti a disposizione.
Un anno difficile sotto tanti punta di vista ma che lo porta ad una crescita individuale importante per il suo futuro: conosce Shawn Kemp che lo prende sotto la sua ala protettrice e ogni fine allenamento lo chiama per continuare a fare degli allenamenti individuali.
L’anno successivo (2009-10) torna a Siena, stavolta sponda Virtus, in Serie A Dilettanti.
Conclude una strepitosa stagione da capocannoniere del campionato e primo per recuperi effettuati (2,93). La società e l’ambiente Virtus gestito e condotto in maniera familiare ed esemplare dal Presidente Bruttini esaltano le sue qualità e il suo talento a 360 gradi sul campo da basket.
Dopo la grande stagione alla Virtus, nel 2010, segue il suo coach Giulio Griccioli, con cui vinse lo scudetto giovanile alla Mens Sana Siena. Va dunque a Scafati in Legadue, società ambiziosa che punta alla promozione. A novembre di quell’anno, dato lo scarso minutaggio e poche prospettive di crescita, considerata l’età e la voglia di giocare, torna alla Virtus Siena in Serie A Dilettanti. Vince la Coppa Italia Dilettanti e conclude la stagione come miglior realizzatore del Girone A.
Nel 2011-12 viene ingaggiato dalla PMS Torino, in DNA. continua a brillare per le sue prestazioni costanti e diventa un giocatore di riferimento per i suoi esperti compagni, conquistando il premio di miglior realizzatore del Girone A con 16.4 a partita conditi da 7.2 rimbalzi di media. 

Quell’anno, contro Omegna (8 Marzo 2012) produce il suo miglior record personale di punti (38) in una singola partita e di tutta la categoria. In un'altra occasione realizza una tripla doppia contro Piacenza (4 dicembre 2011): 14 punti 10 rimbalzi e 11 recuperi.
(Peppe Sindoni, ds dell'Orlandina Basket)
Nelle due stagioni successive torna in Sicilia per giocare con Orlandina Basket, firmando un triennale. 
Proprio quell’anno inizia la carriera di Allenatore Gianmarco Pozzecco, con cui instaura sin da subito un ottimo feeling. A Capo d’Orlando, diventa una risorsa, l’immagine siciliana della squadra e della sua terra. Instaura sin da subito un importante legame con la città e i tifosi. Viene selezionato per l’All Star Game di categoria il suo primo anno. 
Forma un gran gruppo nel suo secondo anno (2013-14), con l’arrivo della leggenda Gianluca Basile, con la solidità di un veterano come Matteo Soragna e l’esperienza ed il talento di Sandro Nicevic, unita ai due americani Keddric Mays e Dominique Archie arriva in finale promozione per la Serie A contro Trento.
Da sottolineare il suo apporto nelle partite decisive come il Derby con la rivale Barcellona Pozzo di Gotto. Partite tese con tifoserie caldissime, sia in campionato che nei playoff. In particolare, in gara 4, a pochi minuti dalla fine, l’extra pass di Basile in angolo per Marco che realizza una tripla fondamentale per la fine della serie.
La solidità di due stagioni in Legadue da protagonista gli varranno la chiamata della storica squadra Virtus Bologna nella stagione 2014-15. Questo sarà un anno determinante per la carriera e le sfide caratteriale che entreranno in gioco nel suo percorso.
Non trova spazio e a gennaio risolve il contratto con la Virtus per passare in Serie A2 Silver a Latina. Dimostra attaccamento alla maglia e alla squadra, garantisce continuità e regala loro la salvezza.
Nel 2015 torna a Scafati. La stagione in Campania è esaltante: in Coppa Italia Lega di Serie A2 realizza 29 punti in semifinale, e una doppia-doppia da 19 punti e 11 rimbalzi nella Finale contro Mantova guidata da Riccardo Moraschini. Scafati vince e l’agrigentino viene così nominato MVP della competizione.
I campani raggiungono la semifinale playoff di Serie A2 contro Brescia. Una serie ad altà intensità la cui vincitrice, secondo gli addetti ai lavori, sarà la favorita per la promozione in Serie A. Vincerà Brescia a Gara 5 che poi conquisterà la promozione nella massima serie contro la Fortitudo Bologna.
«È stata un'ottima annata. Siamo stati sempre primi, ai play-off siamo andati bene, però ci siamo fatti sfuggire in casa gara-5 di semifinale. Potevamo dare qualcosa in più, ma Brescia è stata più costante», afferma in un'intervista.
Insieme Matteo Fantinelli e Andrea Renzi viene nominato tra i 3 migliori giocatori italiani di quella stagione di Serie A2.
Il 25 luglio 2016 viene annunciato il suo passaggio alla Scaligera Basket Verona, società solita e ambiziosa che punta alla promozione in Serie A.
In diretta tv nazionale contro la Virtus Bologna (12 Marzo 2017), con 5500 persone al palazzetto, i veneti vincono una partita entusiasmante con l’agrigentino che contribuisce con 22 punti, 7 rimbalzi, 9 assist e 3 recuperi per 36 di valutazione.
Classificatasi come ottava nel campionato di Serie A2, Verona sfida Biella arrivata prima e la serie di conclude con una vittoria esterna in gara 5, davanti ad un pubblico caldissimo, con una serie di triple decisive di Andrea Amato, Michael Frazier e proprio Marco Portannese.
Nel 2017-18 passa alla Vanoli Cremona. Prima vera stagione in Serie A per l’italo-svizzero che con 12 punti e 3 assist nella vittoria esterna contro Brescia gli varranno il premio di MVP della gara. Un’altra prestazione da sottolineare quell’anno saranno i 15 punti in 10 minuti vs Sassari in terra sarda.
Nel novembre del 2018 si trasferisce all’Auxilium Torino, dove firma due anni di contratto. Chiude il mese di Febbraio a oltre 10 punti di media, affermandosi in tal modo il fautore del rilancio dell’Auxilium, che stava fino a quel momento attraversando un periodo di sconfitte.
Con una grande difesa su Alexander Avramovic di Varese e un paio di triple importanti in una delle ultime partite fondamentali in casa, contribuisce alla salvezza della squadra.
Al termine della stagione, nella primavera del 2019, il Tribunale di Torino decreta il fallimento della società..
Nell’estate del 2019 passa ai Lugano Tigers: chiuderà l’esperienza con 14.2 punti, 6.0 rimbalzi e 3.0 assist di media. Nel dicembre dello stesso anno firma un contratto di due anni con Scafati in Serie A2. Nel marzo 2020 si interrompe la stagione a seguito del Covid.
Nell’estate del 2021 firma per i Ginevra Lions dopo più di un anno di inattività. Inizia il campionato con delle eccellenti performance da 18 punti di media che gli vale la chiamata dell’Urania Milano in Serie A2 del gennaio del 2022. Conclude la stagione con 14 punti e 8 tiri dal campo di media, con il 50% da 3 punti, il 92% ai tiri liberi. Si afferma uno degli autori della salvezza matematica in un campionato con parecchie retrocessioni.

### Nazionale
Dal 12 al 16 giugno 2004 Gaetano Gebbia lo convocò per uno stage con l'Italia under 18, a Udine, in vista dell'Europeo di categoria e poi per un successivo torneo in Spagna.
Ha disputato con l'Italia under 18 l'Europeo 2007, giocando sei partite e segnando 22 punti, in Spagna (l'Italia chiuse 13ª).
È stato convocato sin dal 2007 nella Italia under 20, partecipando ai raduni di Porto San Giorgio, Corato e ancora Porto San Giorgio. Nel 2009 è stato convocato da Stefano Sacripanti per due tornei, a Domegge di Cadore (contro Turchia e Russia) e a Molfetta (contro Israele, Russia e Croazia), con la selezione che si preparava per l'Europeo di Rodi.
Nel 2012 ha fatto parte dell'Italia sperimentale allenata da Simone Pianigiani in vista delle qualificazioni per l'Europeo 2013; era l'unico giocatore che non militava né in A né in Legadue a ricevere la convocazione. Nel 2013 fu convocato ancora nel gruppo azzurro allenato da Luca Dalmonte in vista dei Giochi del Mediterraneo di Mersin.
Nel 2017, grazie alle origini elvetiche della madre, viene convocato nella nazionale svizzera.

## Statistiche

### Presenze e punti nei club
Dati aggiornati al 30 giugno 2016
| Stagione        | Squadra               | Competizione    | Partite | Partite | Partite | Statistiche tiro | Statistiche tiro | Statistiche tiro | Altre statistiche | Altre statistiche | Altre statistiche | Altre statistiche | Altre statistiche |
| Stagione        | Squadra               | Competizione    | Pres.   | Titol.  | Minuti  | Tiri da 2        | Tiri da 3        | Liberi           | Rimb.             | Assist            | Rubate            | Stopp.            | Punti             |
| --------------- | --------------------- | --------------- | ------- | ------- | ------- | ---------------- | ---------------- | ---------------- | ----------------- | ----------------- | ----------------- | ----------------- | ----------------- |
| 2007-2008       | Montepaschi Siena     | Serie A         | 1       | 0       | 1       | 0/0              | 0/1              | 0/0              | 0                 | 0                 | 0                 | 0                 | 0                 |
| 2007-2008       | MPS Colle Val d'Elsa  | Serie C dil     | 16      | 5       | 346     | 50/91            | 16/56            | 62/73            | 56                | 8                 | 22                | 8                 | 210               |
| 2008-2009       | Premiata Montegranaro | Serie A         | 4       | 0       | 14      | 2/2              | 1/2              | 2/2              | 2                 | 2                 | 4                 | 0                 | 9                 |
| 2009-2010       | Consum.it Siena       | Serie A dil     | 28      | 25      | 465     | 103/177          | 38/127           | 145/178          | 122               | 59                | 82                | 11                | 465               |
| '10-dic. '10    | Sunrise Scafati       | Legadue         | 7       |         | 70      | 4/9              | 1/8              | 3/5              | 13                | 0                 | 6                 | 0                 | 14                |
| dic. '10-'11    | Consum.it Siena       | Serie A dil     | 20      | 13      | 485     | 62/123           | 31/90            | 76/89            | 70                | 33                | 43                | 6                 | 293               |
| 2011-2012       | Zerouno Torino        | DNA             | 34      | 24      | 1.029   | 122/218          | 48/129           | 154/173          | 239               | 53                | 90                | 14                | 542               |
| 2012-2013       | Upea Capo d'Orlando   | Legadue         | 21      | 9       | 514     | 42/85            | 27/69            | 37/47            | 106               | 32                | 35                | 3                 | 202               |
| 2013-2014       | Upea Capo d'Orlando   | DNA Gold        | 30      |         | 900     | 77/153           | 40/107           | 66/84            | 151               | 77                | 38                | 3                 | 340               |
| '14-gen. '15    | Granarolo Bologna     | Serie A         | 5       | 0       | 25      | 1/2              | 1/3              | 2/2              | 2                 | 0                 | 1                 | 0                 | 7                 |
| gen. '15-'15    | Benacquista Latina    | Serie A2        | 15      |         | 420     | 40/80            | 28/80            | 43/51            | 75                | 36                | 18                | 0                 | 207               |
| 2015-2016       | Givova Scafati        | Serie A2        | 27      |         | 729     | 57/135           | 40/100           | 78/98            | 150               | 72                | 33                | 1                 | 312               |
| Totale carriera | Totale carriera       | Totale carriera | 208     | 76+     | 4.998   | 560/1.075        | 271/772          | 668/802          | 986               | 372               | 372               | 46                | 2.601             |

### Play-off
Dati aggiornati al 30 giugno 2016
| Stagione        | Squadra              | Competizione    | Partite | Partite | Partite | Statistiche tiro | Statistiche tiro | Statistiche tiro | Altre statistiche | Altre statistiche | Altre statistiche | Altre statistiche | Altre statistiche |
| Stagione        | Squadra              | Competizione    | Pres.   | Titol.  | Minuti  | Tiri da 2        | Tiri da 3        | Liberi           | Rimb.             | Assist            | Rubate            | Stopp.            | Punti             |
| --------------- | -------------------- | --------------- | ------- | ------- | ------- | ---------------- | ---------------- | ---------------- | ----------------- | ----------------- | ----------------- | ----------------- | ----------------- |
| 2008            | MPS Colle Val d'Elsa | Serie C dil     | 8       | 4       | 186     | 12/24            | 12/27            | 29/34            | 17                | 2                 | 9                 | 2                 | 89                |
| 2010            | Consum.it Siena      | Serie A dil     | 4       | 4       | 131     | 9/29             | 8/21             | 13/13            | 25                | 8                 | 11                | 0                 | 55                |
| 2014            | Upea Capo d'Orlando  | DNA Gold        | 11      |         | 324     | 14/37            | 12/39            | 13/16            | 59                | 19                | 17                | 0                 | 77                |
| 2016            | Givova Scafati       | Serie A2        | 12      |         | 351     | 27/53            | 23/61            | 37/45            | 49                | 35                | 24                | 0                 | 160               |
| Totale carriera | Totale carriera      | Totale carriera | 35      | 8+      | 992     | 62/143           | 55/148           | 91/108           | 150               | 64                | 61                | 2                 | 381               |

### Coppa Italia
Dati aggiornati al 30 giugno 2014
| Stagione        | Squadra             | Competizione    | Partite | Partite | Partite | Statistiche tiro | Statistiche tiro | Statistiche tiro | Altre statistiche | Altre statistiche | Altre statistiche | Altre statistiche | Altre statistiche |
| Stagione        | Squadra             | Competizione    | Pres.   | Titol.  | Minuti  | Tiri da 2        | Tiri da 3        | Liberi           | Rimb.             | Assist            | Rubate            | Stopp.            | Punti             |
| --------------- | ------------------- | --------------- | ------- | ------- | ------- | ---------------- | ---------------- | ---------------- | ----------------- | ----------------- | ----------------- | ----------------- | ----------------- |
| 2011            | Consum.it Siena     | CI A dil        | 2       | 2       | 38      | 4/7              | 1/6              | 2/2              | 5                 | 0                 | 1                 | 1                 | 13                |
| 2014            | Upea Capo d'Orlando | CI DNA          | 2       |         | 45      | 1/5              | 2/7              | 3/4              | 6                 | 3                 | 0                 | 0                 | 11                |
| 2016            | Givova Scafati      | CI A2           | 3       |         | 83      | 7/16             | 7/17             | 13/14            | 22                | 6                 | 4                 | 0                 | 83                |
| Totale carriera | Totale carriera     | Totale carriera | 7       | 2+      | 166     | 12/28            | 11/30            | 18/20            | 33                | 9                 | 5                 | 1                 | 107               |

### Cronologia presenze e punti in Nazionale Sperimentale
| Cronologia completa delle presenze e dei punti in Nazionale - Italia | Cronologia completa delle presenze e dei punti in Nazionale - Italia | Cronologia completa delle presenze e dei punti in Nazionale - Italia | Cronologia completa delle presenze e dei punti in Nazionale - Italia | Cronologia completa delle presenze e dei punti in Nazionale - Italia | Cronologia completa delle presenze e dei punti in Nazionale - Italia | Cronologia completa delle presenze e dei punti in Nazionale - Italia | Cronologia completa delle presenze e dei punti in Nazionale - Italia |
| Data                                                                 | Città                                                                | In casa                                                              | Risultato                                                            | Ospiti                                                               | Competizione                                                         | Punti                                                                | Note                                                                 |
| -------------------------------------------------------------------- | -------------------------------------------------------------------- | -------------------------------------------------------------------- | -------------------------------------------------------------------- | -------------------------------------------------------------------- | -------------------------------------------------------------------- | -------------------------------------------------------------------- | -------------------------------------------------------------------- |
| 18-6-2012                                                            | Atene                                                                | Grecia B                                                             | 87 - 67                                                              | Italia Sperimentale                                                  | Amichevole                                                           | 1                                                                    | [ 75 ]                                                               |
| 19-6-2012                                                            | Atene                                                                | Grecia B                                                             | 74 - 64                                                              | Italia Sperimentale                                                  | Amichevole                                                           | 0                                                                    | [ 76 ]                                                               |
| 27-6-2012                                                            | Boulazac                                                             | Francia Olimpica                                                     | 74 - 54                                                              | Italia Sperimentale                                                  | Amichevole                                                           | 0                                                                    | [ 77 ]                                                               |
| 28-6-2012                                                            | Boulazac                                                             | Francia Olimpica                                                     | 76 - 62                                                              | Italia Sperimentale                                                  | Amichevole                                                           | 0                                                                    | [ 78 ]                                                               |
| 9-6-2013                                                             | Jesolo                                                               | Italia Sperimentale                                                  | 64 - 66                                                              | Croazia                                                              | Torneo amichevole                                                    | 2                                                                    | [ 79 ]                                                               |
| Totale                                                               |                                                                      | Presenze                                                             | 5                                                                    |                                                                      | Punti                                                                | 3                                                                    |                                                                      |

## Palmarès

### Club
- Campionato italiano: 1

Mens Sana Siena: 2007-2008
- Coppa Italia di Serie A Dilettanti/Serie A2: 2

Virtus Siena: 2011; Scafati: 2016
- Under-19: 1[80]

Mens Sana Siena: 2007-2008

### Individuali
- A Dilettanti Most Improved Player of the Year (2010)
- Oscar del basket siciliano RealBasket Sicilia - giocatore (2010)[81]
- Premio Nino Donia - miglior under (2010)[82]
- Premio Nino Donia - miglior atleta (2013)[83]
- MVP della finale di Coppa Italia LNP Serie A2 (2016)[84]